# Cymiazol
Cymiazol - związek chemiczny stosowany w preparacie Apitol do zwalczania warrozy.